# Долгий (Урюпинский район)
Долгий — хутор в Урюпинском районе Волгоградской области России, в составе Окладненского сельского поселения. Расположен при балке Долгой, в 37 км к юго-западу от Урюпинска. На хуторе 7 улиц и 1 переулок
Население — 560 (2010)

## История
Основан в 1794 году. Хутор относился к юрту станицы Дурновской Хопёрского округа Земли Войска Донского (с 1870 года — Область Войска Донского). Первоначально был известен как хутор Болдарев. Постепенно данное название вышло из обихода и было заменено на Долгов, которое в свою очередь позднее трансформировалось в Долгий. Согласно списку населённых мест 1859 года на хуторе Болдарев (Долгий) проживало 174 мужчины и 179 женщин.
Первоначально хуторяне занимались коневодством. Запрет заниматься хлебопашеством, медленный рост поголовья коней длительное время сдерживали развитие хутора. Только после реформы 1861 года в Долгий устремились переселенцы, главным образом, из станицы Дурновской. Согласно Списку населенных мест Области войска Донского по переписи 1873 года на хуторе Долгов, он же Болдырев, проживало уже 409 мужчин и 391 женщина
В 1897 году на хуторе Долгий проживало 444 мужчины и 461 женщина, из них грамотных мужчин — 171, женщин — 25. Согласно алфавитному списку населённых мест Области Войска Донского 1915 года земельный надел хутора составлял 3588 десятин, на хуторе Долговский имелись сельское правление, церковь, церковно-приходская школа, проживало 637 мужчин и 615 женщин. Хутор обслуживало Должанское почтовое отделение.
В 1921 году хутор был включён в состав Царицынской губернии. С 1928 года — в составе Урюпинского района Хопёрского округа (упразднён в 1930 году) Нижне-Волжского края. Постановлением президиума Урюпинского Райисполкома от 12 февраля 1934 года Долговский сельсовет Урюпинского района был присоединен к Ново-Анненскому району (с 1934 года — Сталинградского края), с 1936 года Сталинградской области). Вновь передан в состав Урюпинского района на основании решения Сталинградского облисполкома от 3 апреля 1958 года № 8/183 § 52. На основании решения Сталинградского облисполкома от 25 мая 1961 года № 10/246 § 35 Долговский сельсовет был упразднен, а его территория передана в состав Окладненского сельсовета

## География
Хутор находится в степной местности, в пределах Хопёрско-Бузулукской равнины, являющейся южным окончанием Окско-Донской низменности, при балке Долгой (бассейн реки Паника). Центр хутора расположен на высоте около 140 метров над уровнем моря. Почвы — чернозёмы обыкновенные.
Автомобильной дорогой с твёрдым покрытием хутор связан с городом Урюпинск (37 км). По автомобильным дорогам расстояние до областного центра города Волгоград составляет 370 км, до административного центра сельского поселения хутора Окладненский — 16 км.
Часовой пояс
Долгий, как и вся Волгоградская область, находится в часовой зоне МСК (московское время). Смещение применяемого времени относительно UTC составляет +3:00.

## Население
Динамика численности населения по годам:
| 1859 | 1873 | 1897 | 1915 | 1987 | 2002 |
| ---- | ---- | ---- | ---- | ---- | ---- |
| 353  | 800  | 905  | 1252 | ≈770 | 588  |

| 2010 |
| ---- |
| 560  |